# Frances McDormand
Frances Louise McDormand (Gibson, 23 de junho de 1957) é uma atriz e produtora norte-americana. Ela ganhou vários prêmios ao longo de sua carreira, incluindo quatro Oscars (três de melhor atriz e um de melhor filme - Nomadland, de 2020, que produziu e estrelou), dois Primetime Emmy Awards e um Tony Award, sendo uma das poucas artistas a conquistar a "Tríplice Coroa da Atuação". Reverenciada como uma das melhores atrizes da história 
McDormand já estrelou vários filmes dirigidos por seu marido, o cineasta Joel Coen, entre eles Gosto de Sangue (1984), Arizona Nunca Mais (1987), Fargo (1996), O Homem Que Não Estava Lá (2001), Queime Depois de Ler (2008) e Ave, César! (2016). Por sua interpretação de Marge Gunderson em Fargo, ela ganhou o Oscar de melhor atriz. Seus outros papéis no cinema incluem Mississípi em Chamas (1988), Quase Famosos (2000) e Terra Fria (2005), todos os quais lhe renderam indicações ao Oscar de melhor atriz coadjuvante. Em 2017, ela estrelou o filme Três Anúncios Para Um Crime, que lhe rendeu um segundo Oscar. Em 2020, estrelou e produziu o aclamado filme de drama independente Nomadland, que lhe traria um novo triunfo nos Oscars e em outras importantes premiações.
McDormand fez sua estreia nos palcos da Broadway em 1984 no revival Awake and Sing!, e recebeu uma indicação ao Prêmio Tony de melhor atriz principal por sua aclamada atuação como Stella Kowalski em A Streetcar Named de 1988. Em 2008 foi indicada ao Drama Desk de melhor atriz por The Country Girl e em 2011, ganhou o Prêmio Tony de melhor atriz por sua interpretação de uma mãe solteira problemática em Good People. Na televisão, McDormand interpretou a personagem-título da minissérie da HBO Olive Kitteridge (2014), que lhe rendeu o Emmy de melhor atriz em minissérie ou telefilme.

## Biografia
Filha adotiva de um pastor protestante e de uma enfermeira aposentada (ambos canadenses), McDormand nasceu em Gibson City com o nome Cynthia Ann Smith, mudado para Frances Louise McDormand após ser adotada. É provável que sua mãe biológica tenha sido uma das paroquianas da igreja Discípulos de Cristo, onde seu pai pregava, Sua irmã, Dorothy, foi ordenada ministra nessa igreja assim como seus outros dois irmãos, todos adotivos (o casal McDormand não teve filhos naturais).
Seu pai se especializara em recuperar congregações falidas de sua igreja, por isso sua família viajava frequentemente. Frances viveu em várias pequenas cidades no "Bible Belt" e em Illinois, Georgia, Kentucky e Tennessee, antes de se estabelecer na área urbana de Pittsburgh (Pensilvânia), onde ela se formou no 2.º grau em 1975 e graduou-se em teatro em 1979.
Em 1982, obteve o grau de Mestre em Belas-Artes da Escola de Teatro da Universidade de Yale, época em que foi colega de quarto de Holly Hunter. Seu primeiro trabalho como atriz profissional foi em Trinidad-Tobago, numa peça escrita por Derek Walcott e financiada pela Fundação MacArthur.

### Carreira
A estreia de McDormand se deu no primeiro filme dos irmãos Coen, Gosto de Sangue. Em 1985, ela, os irmãos Coen, Holly Hunter e o diretor Sam Raimi dividiram uma casa no Bronx.
Paralelamente aos seus primeiros filmes, atuou na primeira temporada da telessérie Hill Street Blues, como "Connie Chapman". Em 1988, foi "Stella Kowalski" numa montagem de Um Bonde Chamado Desejo (de Tennessee Williams), pelo qual foi indicada ao prêmio Tony. Em 2011 venceu  o prêmio Tony de Melhor Atriz Principal em Peça por seu papel em "Good People". É sócia da companhia experimental de teatro The Wooster Group.
McDormand fez vários papéis no teatro e na televisão nas décadas de 1980, 1990 e 2000. Obteve renome e respeito da crítica. Foi indicada três vezes ao Oscar — Mississippi Burning (1988), Quase Famosos (2000), Terra Fria (2005) — e vencedora em 1996 (Fargo). Atuou em seis filmes dos irmãos Coen: História de Gângsters, Arizona Nunca Mais, Gosto de Sangue, O Homem que Não Estava Lá, Fargo e Queime Depois de Ler.

### Vida pessoal
Frances McDormand e Joel Coen casaram-se em 1994, após dez anos de relacionamento. Têm um filho, Pedro McDormand Coen (Paraguai, 1994), adotado em 1999. A família vive em Nova York.

## Filmografia
| Ano  | Filme                                           | Papel               | Notas                                         |
| ---- | ----------------------------------------------- | ------------------- | --------------------------------------------- |
| 1985 | Blood Simple                                    | Abby                |                                               |
| 1987 | Raising Arizona                                 | Dot                 |                                               |
| 1988 | Mississippi em Chamas                           | Mrs. Pell           | Indicada ao Oscar de melhor atriz coadjuvante |
| 1990 | Chattahoochee                                   | Mae Foley           |                                               |
| 1990 | Darkman                                         | Julie Hastings      |                                               |
| 1990 | Hidden Agenda                                   | Ingrid Jessner      |                                               |
| 1992 | Passed Away                                     | Nora Scanlan        |                                               |
| 1993 | Short Cuts                                      | Betty Weathers      |                                               |
| 1995 | Beyond Rangoon                                  |                     |                                               |
| 1995 | The Good Old Boys                               |                     |                                               |
| 1996 | Fargo                                           | Marge Gunderson     | Vencedora do Oscar de melhor atriz            |
| 1996 | Palookaville                                    |                     |                                               |
| 1996 | Lone Star                                       |                     |                                               |
| 1996 | Primal Fear                                     | Molly Arrington     |                                               |
| 1996 | Hidden in America                               |                     | (televisão)                                   |
| 1996 | Plain Pleasures                                 |                     |                                               |
| 1997 | Paradise Road                                   | Drª. Verstak        |                                               |
| 1998 | Madeline                                        | Srta. Clavel        |                                               |
| 1998 | Talk of Angels                                  |                     |                                               |
| 1998 | Johnny Skidmarks                                |                     |                                               |
| 2000 | Wonder Boys                                     | Dean Sara Gaskell   |                                               |
| 2000 | Quase Famosos                                   | Elaine Miller       | Indicada ao Oscar de melhor atriz coadjuvante |
| 2001 | The Man Who Wasn't There                        | Doris Crane         |                                               |
| 2001 | Upheavel                                        |                     |                                               |
| 2002 | City by the Sea                                 | Michelle            |                                               |
| 2003 | Laurel Canyon                                   | Jane                |                                               |
| 2003 | Alguém Tem que Ceder                            | Zoe Barry           |                                               |
| 2005 | North Country                                   | Glory Dodge         | Indicada ao Oscar de melhor atriz coadjuvante |
| 2005 | Æon Flux                                        |                     |                                               |
| 2006 | Friends with Money                              | Jane                |                                               |
| 2008 | Miss Pettigrew Lives for a Day                  | Guinevere Pettigrew |                                               |
| 2008 | Queime Depois de Ler                            | Linda Litzke        |                                               |
| 2011 | Transformers: Dark of the Moon                  | Mearing             |                                               |
| 2011 | This Must Be the Place                          | Jane                |                                               |
| 2012 | Moonrise Kingdom                                | Laura Bishop        |                                               |
| 2012 | Madagascar 3: Europe's Most Wanted              | Agente Dubois (voz) | Animação                                      |
| 2012 | Promised Land                                   | Sue Thomason        |                                               |
| 2013 | Letter to Jackie: Remembering President Kennedy | Documentário        |                                               |
| 2014 | Olive Kitteridge                                | Olive Kitteridge    | Minissérie da HBO                             |
| 2015 | The Good Dinosaur                               | Momma (Voz)         | Animação                                      |
| 2016 | Hail, Caesar!                                   | C. C. Calhoun       |                                               |
| 2017 | Three Billboards Outside Ebbing, Missouri       | Mildred Hayes       | Vencedora do Oscar de melhor atriz            |
| 2018 | Isle of Dogs                                    | Intérprete Nelson   | Animação                                      |
| 2019 | Good Omens                                      | Deus (voz)          | Série da Prime Video                          |
| 2020 | Nomadland                                       | Fern                | Produtora; Vencedora do Oscar de melhor atriz |
| 2021 | The French Dispatch                             | Lucinda Krementz    |                                               |
| 2021 | The Tragedy of Macbeth                          |                     | Produtora                                     |
| 2022 | Women Talking                                   | Scarface Janz       | Produtora                                     |

## Prêmios e Indicações

#### Oscar
| Ano  | Categoria                | Trabalho                                  | Resultado |
| ---- | ------------------------ | ----------------------------------------- | --------- |
| 1989 | Melhor Atriz Coadjuvante | Mississippi Burning                       | Indicado  |
| 1997 | Melhor Atriz             | Fargo                                     | Venceu    |
| 2001 | Melhor Atriz Coadjuvante | Almost Famous                             | Indicado  |
| 2006 | Melhor Atriz Coadjuvante | North Country                             | Indicado  |
| 2018 | Melhor Atriz             | Three Billboards Outside Ebbing, Missouri | Venceu    |
| 2021 | Melhor Atriz             | Nomadland                                 | Venceu    |
| 2021 | Melhor Filme             | Nomadland                                 | Venceu    |
| 2023 | Melhor Filme             | Women Talking                             | Indicado  |

#### Emmy Awards
| Ano  | Categoria                                           | Trabalho          | Resultado |
| ---- | --------------------------------------------------- | ----------------- | --------- |
| 1997 | Melhor Atriz Coadjuvante em Minissérie ou Telefilme | Hidden in America | Indicado  |
| 2015 | Melhor Atriz em Minissérie ou Telefilme             | Olive Kitteridge  | Venceu    |
| 2015 | Melhor Minissérie                                   | Olive Kitteridge  | Venceu    |

#### Tony Awards
| Ano  | Categoria                          | Trabalho                 | Resultado |
| ---- | ---------------------------------- | ------------------------ | --------- |
| 1988 | Melhor Atriz Principal em uma Peça | A Streetcar Named Desire | Indicado  |
| 2011 | Melhor Atriz Principal em uma Peça | Good People              | Venceu    |

#### BAFTA
| Ano  | Categoria                | Trabalho                                  | Resultado |
| ---- | ------------------------ | ----------------------------------------- | --------- |
| 1997 | Melhor Atriz             | Fargo                                     | Indicado  |
| 2001 | Melhor Atriz Coadjuvante | Almost Famous                             | Indicado  |
| 2006 | Melhor Atriz Coadjuvante | North Country                             | Indicado  |
| 2018 | Melhor Atriz             | Three Billboards Outside Ebbing, Missouri | Venceu    |
| 2021 | Melhor Atriz             | Nomadland                                 | Venceu    |
| 2021 | Melhor Filme             | Nomadland                                 | Venceu    |

#### Globo de Ouro
| Ano  | Categoria                                   | Trabalho                                  | Resultado |
| ---- | ------------------------------------------- | ----------------------------------------- | --------- |
| 1994 | Melhor Elenco                               | Short Cuts                                | Venceu    |
| 1997 | Melhor Atriz em Filme de Comédia ou Musical | Fargo                                     | Indicado  |
| 2001 | Melhor Atriz Coadjuvante em Cinema          | Almost Famous                             | Indicado  |
| 2006 | Melhor Atriz Coadjuvante em Cinema          | North Country                             | Indicado  |
| 2009 | Melhor Atriz em Filme de Comédia ou Musical | Burn After Reading                        | Indicado  |
| 2015 | Melhor Atriz em Minissérie ou Telefilme     | Olive Kitteridge                          | Indicado  |
| 2018 | Melhor Atriz em Filme Dramático             | Three Billboards Outside Ebbing, Missouri | Venceu    |
| 2021 | Melhor Atriz em Filme Dramático             | Nomadland                                 | Indicado  |
| 2021 | Melhor Filme - Drama                        | Nomadland                                 | Venceu    |

#### SAG Awards
| Ano  | Categoria                               | Trabalho                                  | Resultado |
| ---- | --------------------------------------- | ----------------------------------------- | --------- |
| 1997 | Melhor Atriz Principal                  | Fargo                                     | Venceu    |
| 2001 | Melhor Elenco em Cinema                 | Almost Famous                             | Indicado  |
| 2001 | Melhor Atriz Coadjuvante                | Almost Famous                             | Indicado  |
| 2006 | Melhor Atriz Coadjuvante                | North Country                             | Indicado  |
| 2015 | Melhor Atriz em Minissérie ou Telefilme | Olive Kitteridge                          | Venceu    |
| 2018 | Melhor Elenco em Cinema                 | Three Billboards Outside Ebbing, Missouri | Venceu    |
| 2018 | Melhor Atriz Principal                  | Three Billboards Outside Ebbing, Missouri | Venceu    |
| 2021 | Melhor Atriz Principal                  | Nomadland                                 | Indicado  |
| 2023 | Melhor Elenco em Cinema                 | Women Talking                             | Indicado  |

#### Critics' Choice Movie Awards
| Ano  | Categoria                | Trabalho                                  | Resultado |
| ---- | ------------------------ | ----------------------------------------- | --------- |
| 1997 | Melhor Atriz             | Fargo                                     | Venceu    |
| 2001 | Melhor Atriz Coadjuvante | Almost Famous / Wonder Boys               | Venceu    |
| 2006 | Melhor Atriz Coadjuvante | North Country                             | Indicado  |
| 2018 | Melhor Elenco            | Three Billboards Outside Ebbing, Missouri | Venceu    |
| 2018 | Melhor Atriz             | Three Billboards Outside Ebbing, Missouri | Venceu    |
| 2021 | Melhor Atriz             | Nomadland                                 | Indicado  |
| 2021 | Melhor Filme             | Nomadland                                 | Venceu    |
| 2023 | Melhor Filme             | Women Talking                             | Indicado  |
| 2023 | Melhor Elenco            | Women Talking                             | Indicado  |

#### Critics' Choice Television Awards
| Ano  | Categoria                               | Trabalho         | Resultado |
| ---- | --------------------------------------- | ---------------- | --------- |
| 2015 | Melhor Minissérie ou Telefilme          | Olive Kitteridge | Venceu    |
| 2015 | Melhor Atriz em Minissérie ou Telefilme | Olive Kitteridge | Venceu    |